# El Eco del Milenario
El Eco del Milenario fue un periódico editado en Barcelona en 1880, durante el hiato de ocho días en que El Correo Catalán estuvo suspendido.

## Descripción
Subtitulado «periódico religioso y de anuncios y de noticias», vino a sustituir a El Correo Catalán, condenado el 20 de abril de 1880 a una suspensión de veinte días y pago de las costas por ataques a las regias prerrogativas. Así, El Eco del Milenario apareció el 23 de abril y cesó el 2 de mayo, cuando reapareció el otro. Se publicaba en tamaño folio y a cuatro columnas. Su título obedece a que el periódico dedicó especial atención a la propaganda del milenario de Montserrat, celebrado aquel año de 1880.